# Voltors del Nou Món
Els voltors americans o voltors del Nou Món constitueixen la família dels catàrtids (Cathartidae), formada per set espècies i cinc gèneres. Es distribueixen per les zones càlides i temperades de les dues Amèriques.
Aquestes aus no estan relacionades de manera gaire estreta amb els voltors del Vell Món, malgrat les similituds superficials, en un cas d'evolució convergent. Les seues relacions filogenètiques són objecte de debat (vegeu la secció sobre taxonomia). Durant el Neogen habitaven el Vell Món i Nord-amèrica.
Són ocells carronyaires, que s'alimenten principalment dels cossos d'animals morts (carronya). Tenen un bon sentit de l'olfacte, mentre els dels Vell Món es guien bàsicament per la vista. Una característica de molts voltors és un cap calb, sense plomes.

## Taxonomia
Els voltors del Nou Món es classifiquen en set espècies i cinc gèneres. Entre aquests, l'únic no monotípic és Cathartes. Els gèneres són Coragyps, Cathartes, Gymnogyps, Sarcorhamphus i Vultur. El nom científic de la família, Cathartidae, prové de cathartes, en grec 'purificador'. Malgrat que els voltors del Nou i del Vell Món tenen moltes semblances, no estan relacionats estretament. Es tracta d'una evolució convergent.
Els catàrtids es van classificar, tradicionalment, com una família de l'ordre dels Falconiformes. Això no obstant, a finals del segle xx, alguns ornitòlegs opinaren que estava més relacionada amb les cigonyes, a partir del cariotip, la morfologia i el comportament. D'aquesta manera, moltes autoritats els situen en l'ordre dels Ciconiiformes, amb les cigonyes i els agrons. Sibley i Monroe (1990) arribaren més lluny, considerant-los una subfamília dels Ciconiidae (la subfamília Cathartinae). Aquesta postura es va criticar com una excessiva simplificació, basada en dades errònies de l'estudi de l'ADN. Posteriorment, la tendència ha sigut de pujar els Cathartidae al rang d'ordre independent (Cathartiformes), i no considerar-lo íntimament relacionat ni amb els rapinyaires ni amb les cigonyes. El 2007, la Unió d'Ornitòlegs Americans (American Ornithologists' Union o AOU, basat als EUA), en la seva llista d'ocells d'Amèrica del Nord, tornaren a posicionar la família dels Cathartidae al cap de la llista dels Falconiformes, però amb un asterisc, indicant que és una categorització incerta per falta de dades, i que està situat allí fins que noves dades el situïn en el seu lloc definitiu. L'esborrany de llista que ha redactat l'AOU per als ocells d'Amèrica del Sud situa els Cathartidae com a ordre independent, els Cathartiformes. Estudis recents d'ADN tornen a relacionar el catàrtids amb els rapinyaires diürns, i els situen dins de l'ordre dels accipitriformes.

### Espècies actuals
- Gènere Cathartes
  - Zopilot capvermell ([athartes aura)

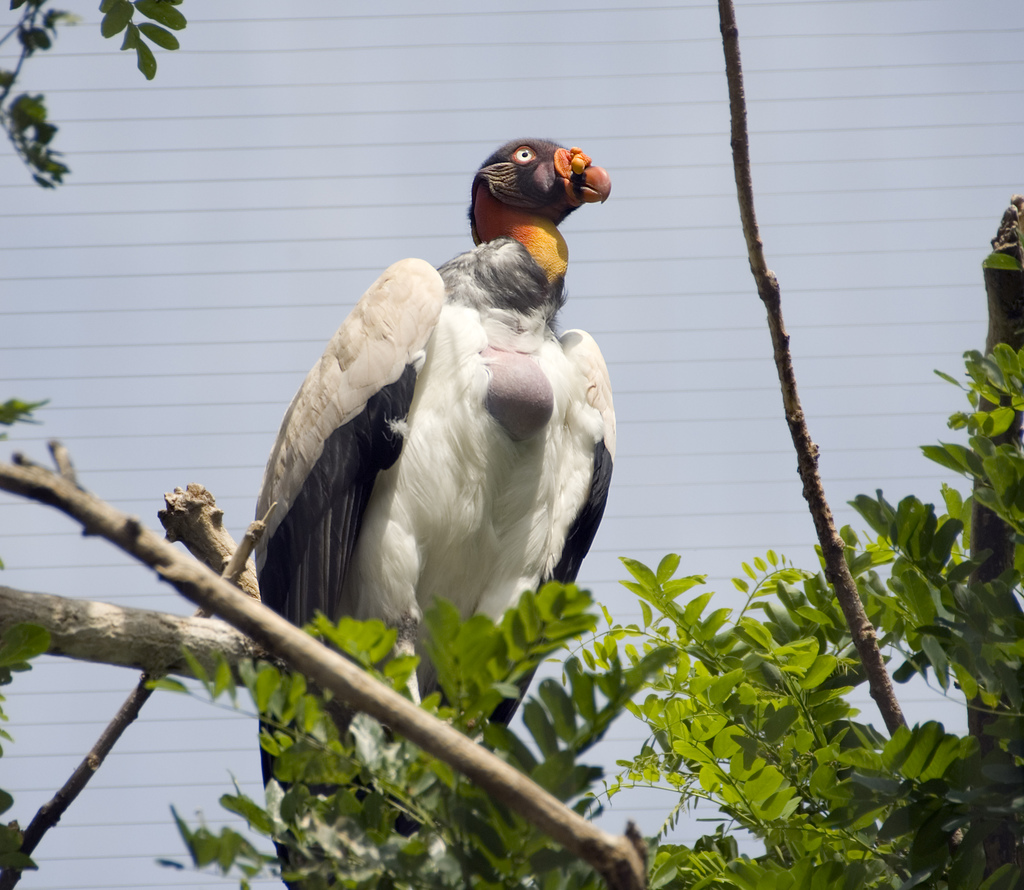
Zopilot reial

  - Zopilot de sabana (Cathartes burrovianus)
  - Zopilot selvàtic (Cathartes melambrotus)
- Gènere Coragyps
  - Zopilot negre (Coragyps atratus)
- Gènere Gymnogyps
  - Còndor de Califòrnia (Gymnogyps californianus)
- Genus Sarcorhamphus
  - Zopilot reial (Sarcoramphus papa)
- Gènere Vultur
  - Còndor andí (Vultur gryphus)

### Espècies extintes
Una família extingida van ser els Teratornithidae o teratorns, essencialment una contrapartida septentrional dels voltors del Nou Món, que, en època prehistòrica, també estaven presents a Europa i, potser, fins i tot van evolucionar allí. L'impressionant teratorn, de vegades conegut com a “còndor gegant” per ser paregut als moderns còndors, no estava massa emparentat amb aquests, sinó que són un exemple d'evolució paral·lela. Modernament, es creu que el teratorn era més depredador que els còndors.
La història fòssil dels catàrtids és bastant àmplia, però, això no obstant, confusa. Molts tàxons que podrien o no ser voltors del Nou Món s'han pres pel primer representant de la família. No n'hi ha registres europeus inequívocs del Neogen.
Almenys, els catàrtids tenien una diversitat molt més gran al Pliocè i al Plistocè, rivalitzant en diversitat amb els voltors del Vell Món en formes, grandàries i nínxol ecològic.

## Descripció

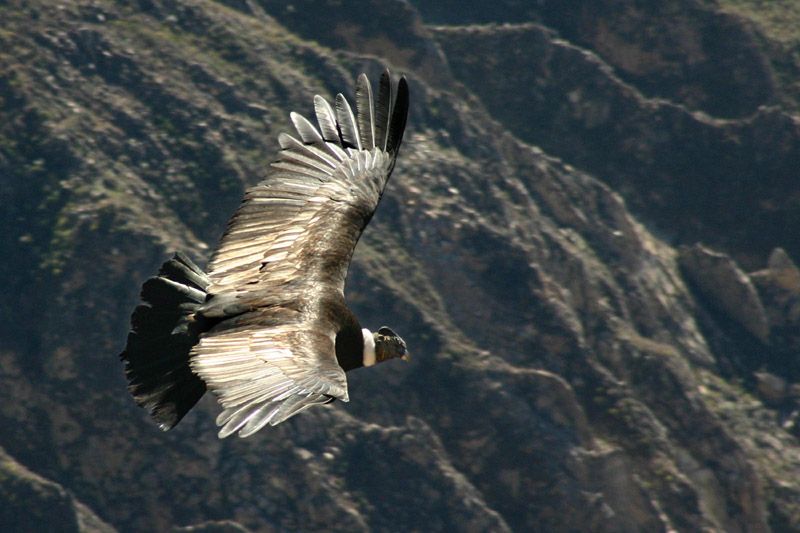
Còndor dels Andes planant

Aquestes aus són en general grans, amb un rang que va dels 56-61 cm de Cathartes burrovianus, fins als 120 cm i més de 12 kg dels voltors. El plomatge és predominantment negre o marró, de vegades amb marques blanques. Totes les espècies tenen zones sense plomes en cap i coll. En algunes, aquestes calbes estan vistosament acolorides, i en el rei dels zopilots (l'única espècie no fosca), hi ha cridaneres carúncules.
Totes les espècies tenen grans i amples ales, i una cua rígida, adequada per a planar. Són les millors adaptades al vol d'altura de tots els ocells. Les potes tenen urpes, però estan adaptades a agarrar. Els dits són llargs, amb petites membranes a la base. No tenen siringe, l'òrgan vocal dels ocells, per la qual cosa la seva veu es limita a grunyits i xiuxiueigs poc freqüents.
El bec és una mica corbat i relativament feble en comparació a la majoria de rapinyaires. Està més adaptat a arrencar la carn en descomposició que la carn fresca. Les fosses nasals són ovals i situades a la part carnosa de la base del bec anomenada cere. Aquests ocells no tenen septe nasal i, per tant, es pot veure a través del bec mirant per les narines. Els ulls són prominents, i en contrast amb les àguiles i els falcons, no estan ombrejats per una cella òssia. Els membres dels gèneres Coragyps i Cathartes tenen una filera incompleta de pestanyes en la parpella superior i dues en la inferior, mentre que els altres gèneres no tenen cap filera de pestanyes.
Els voltors americans mostren l'insòlit comportament de la urohidrosi, que consisteix a orinar sobre les seves pròpies potes per refrigerar-les amb l'evaporació. Aquest comportament, compartit per les cigonyes, ha sigut un dels arguments per a incloure'ls en aquest grup.

## Distribució i hàbitat

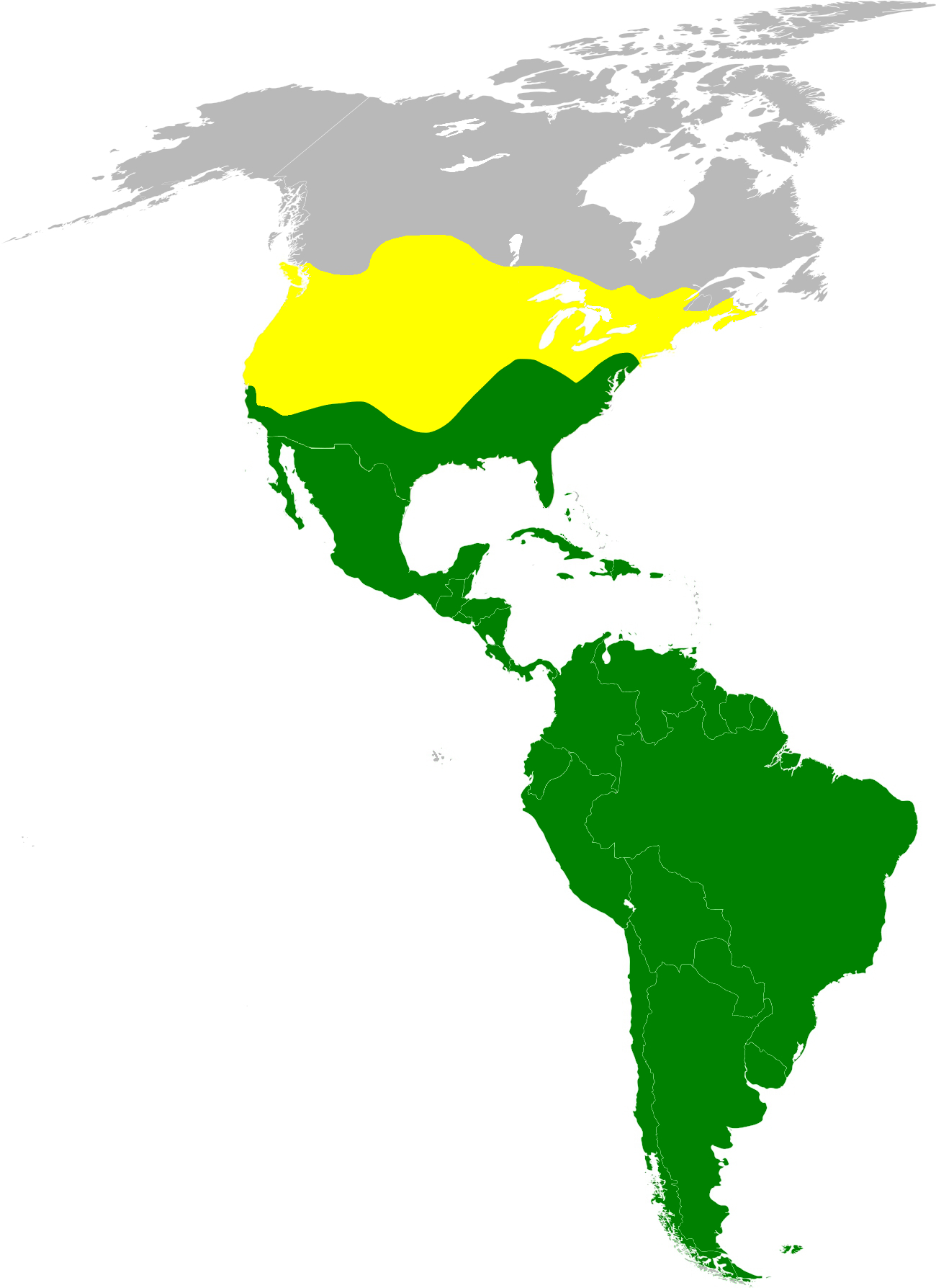
Distribució dels catàrtids. En groc, la zona habitada per Cathartes aura únicament a l'estiu

Els voltors del Nou Món estan restringits al continent americà, des del sud del Canadà fins a Sud-amèrica. La major part són sedentaris, però les poblacions d'aura que crien al Canadà i al nord dels Estats Units migren cap al sud a l'hivern. Habiten una gran quantitat d'hàbitats i ecosistemes, que van des del desert fins a les selves tropicals, i des del nivell del mar fins a l'alta muntanya, utilitzant llur sentit altament adaptat de l'olfacte per localitzar la carronya. Ocasionalment, també es poden veure convivint prop d'assentaments humans, potser per a alimentar-se d'animals morts a la carretera.
Totes les espècies d'aquesta família són carronyaires. Algunes espècies, però, com el Coragyps atratus, s'han observat caçant preses vives. Altres aliments ocasionals en són fruites, ous i deixalles. Una característica insòlita, específica del gènere Cathartes, és el seu sentit altament desenvolupat de l'olfacte, que fa servir per a trobar la carronya. Localitzen la carronya detectant l'olor del mercaptà etílic o etanetiol, un gas que es produeix en la fase inicial de la putrefacció dels animals morts. El lòbul olfactiu del cervell en aquesta espècie, responsable de processar les olors, és particularment gran en comparació al d'altres animals. Altres espècies, com les dels gèneres Coragyps i Sarcorhamphus, tenen el sentit de l'olfacte menys desenvolupat i troben l'aliment únicament per la vista, sovint seguint els Cathartes i altres carronyaires menors.
El cap i el coll dels voltors del Nou Món no tenen plomes, com a resultat d'una adaptació higiènica; els bacteris de la carronya no es poden quedar en les seves plomes, i l'animal exposa la pell als efectes esterilitzadors del sol.

## Reproducció
Els voltors americans no construeixen nius. Ponen d'un a tres ous, depenent de les espècies, en superfícies nues. En la majoria de les espècies, la femella i el mascle comparteixen la tasca d'incubar els ous. Quan els pollets neixen, els pares alimentaran la niuada amb aliment regurgitat. Els joves volen en dos o tres mesos.